# Ofrenda de flores a la Virgen del Pilar

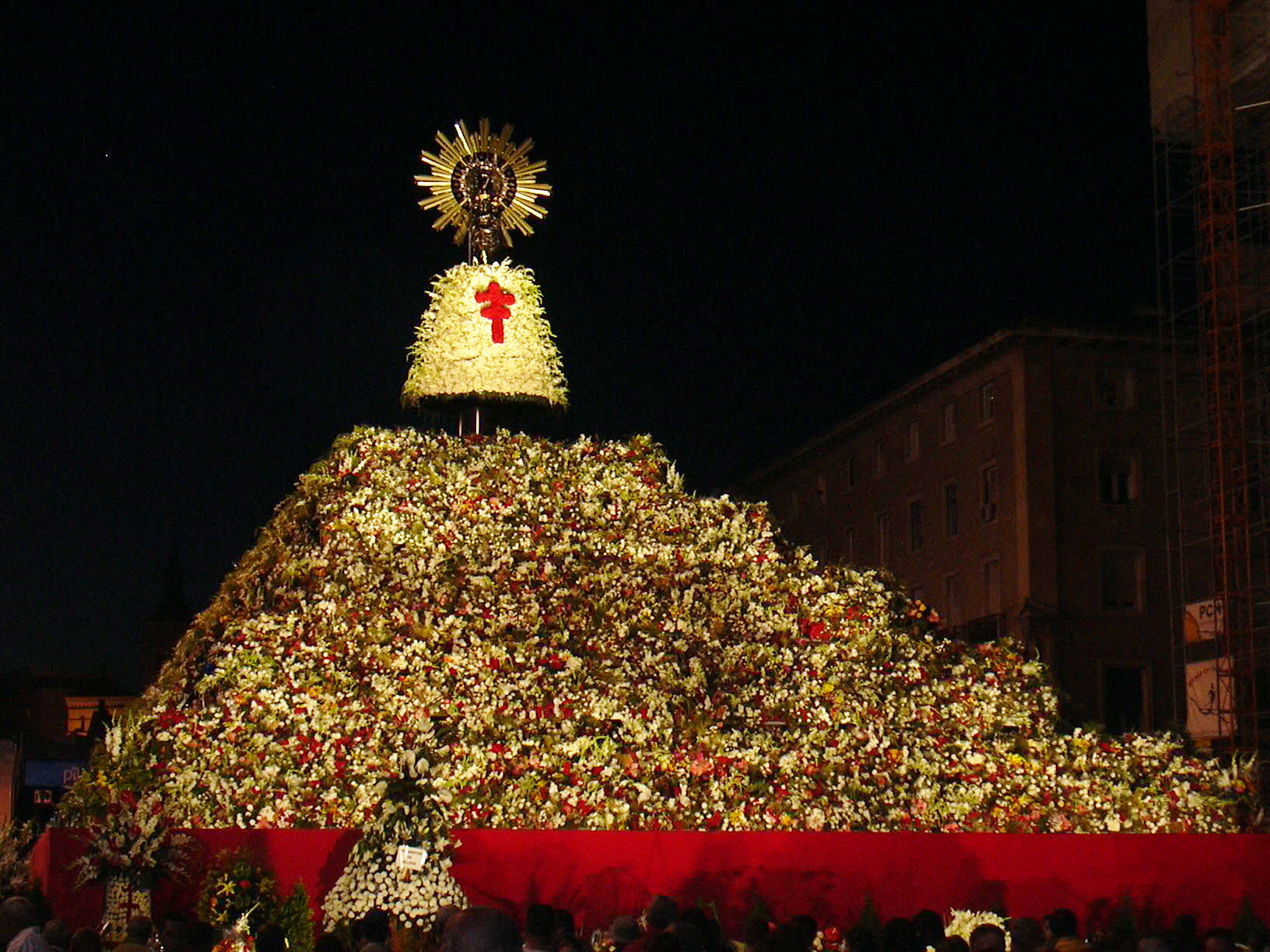
Ofrenda floral (2006).

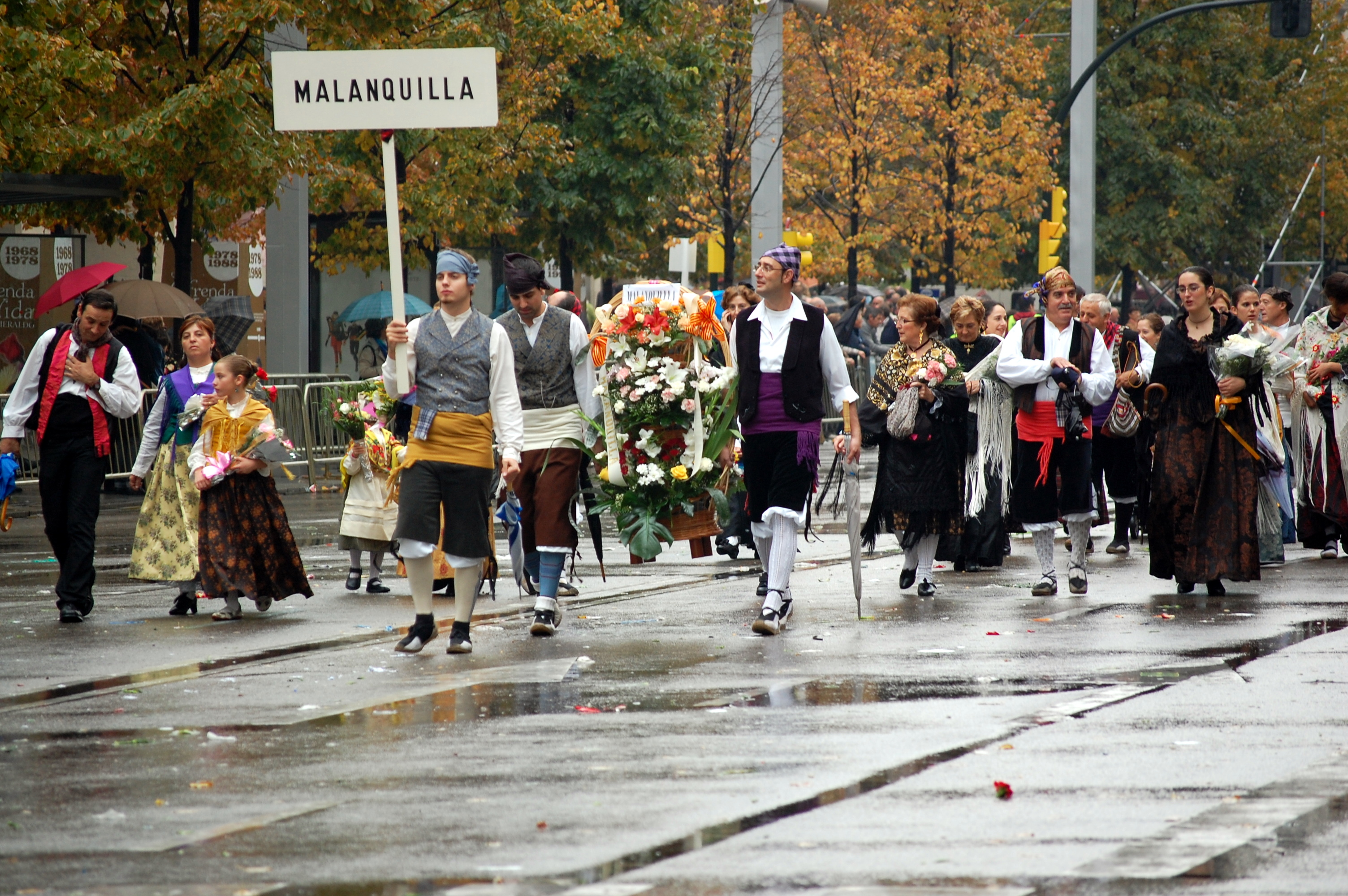
Desfile por el Paseo Independencia.

La Ofrenda de flores a Nuestra Señora del Pilar es una tradición aragonesa que se realiza todos los años el día 12 de octubre en el marco de las Fiestas del Pilar.

## Historia
Los inicios de la ofrenda datan de Deva (Guipúzcoa) en el año 1640.
El 11 de agosto del año 1723, el Papa Inocencio XIII satisfizo por fin un antiguo deseo del municipio de Zaragoza, de las antiguas Cortes de Aragón, del Cabildo Metropolitano y de los reyes, al conceder oficio litúrgico propio a la Virgen del Pilar para el día 12 de octubre, además de otorgarle ejercicio de octava. Ya en 1739, el Papa Clemente XII decreta misa y Oficio propios en el santuario de Nuestra Señora del Pilar.
En 1886, con el pontificado de Pío IX, la misa del 12 de octubre pasaría a ser de uso común para todas las iglesias. 
De este modo, desde el 12 de octubre, solemnidad de Nuestra Señora, y hasta el día 19, se celebra la octava del Pilar. 
Después de ser terminada la Basílica del Pilar de Zaragoza en 1872, todos los días 2 de enero y 12 de octubre se llenaba de flores el camarín de la Virgen en la Capilla de Nuestra Señora del Pilar.
Desde 1948, al concedérsele rango de basílica a El Pilar por Pío XII, comenzaron las peticiones al ayuntamiento para pedir la creación de un gran ofrenda floral el 12 de octubre de cada año.

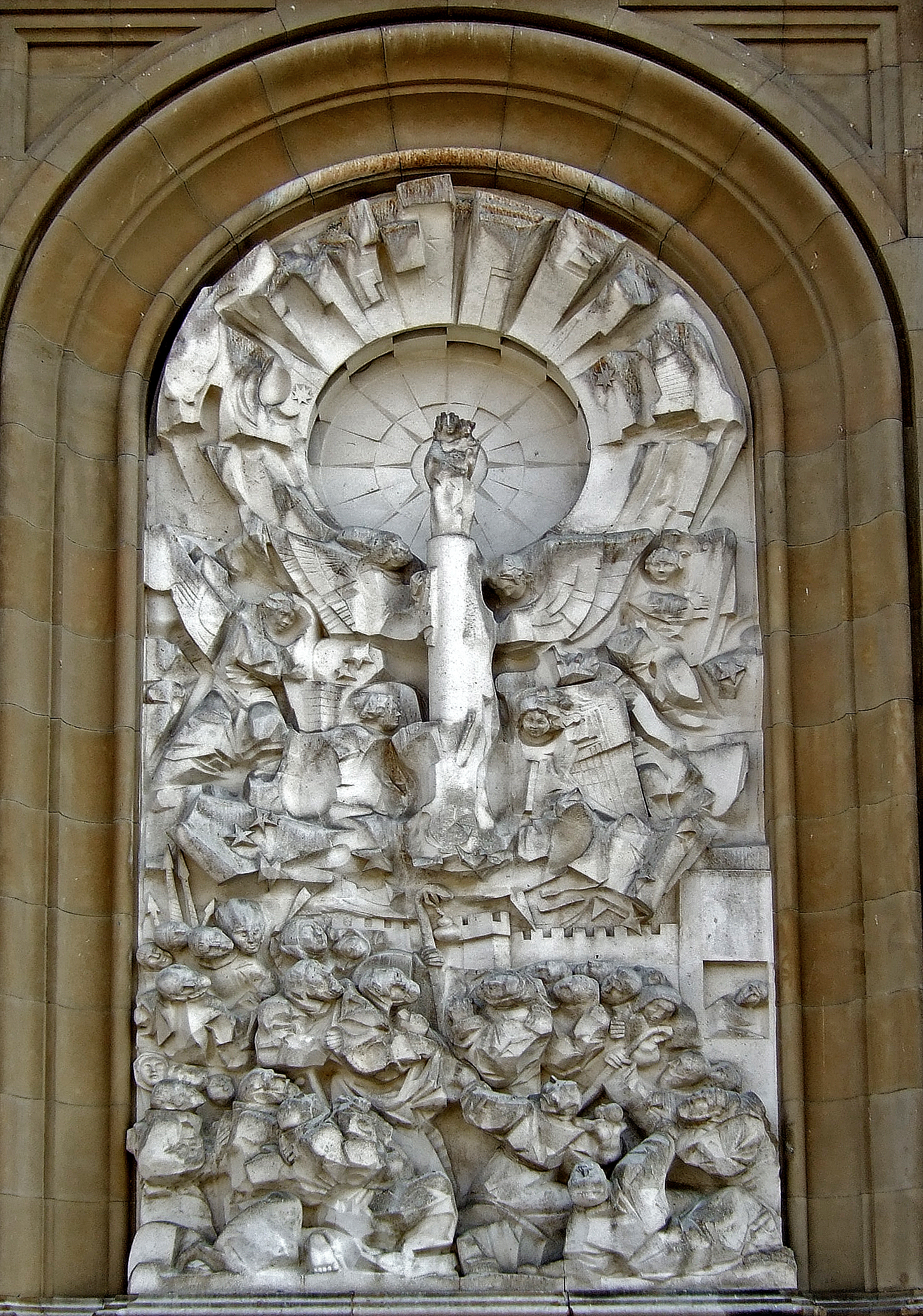
Venida de la Virgen, donde otrora se colocaban las flores.

Un inmediato antecedente de la ofrenda, no obstante, tuvo lugar a partir de la creación de la Casa de Valencia en Zaragoza. Desde su creación en 1954, un grupo de integrantes de esta casa vestidos con su traje regional acostumbraba a realizar el 12 de octubre una ofrenda de flores primero a la Virgen de los Desamparados que se halla en la Iglesia de San Gil y a continuación a la Virgen del Pilar, imitando la ofrenda que se celebraba en Valencia desde 1945. En el año 1955 hubo otra ofrenda de flores a la virgen en mayo con motivo del cincuentenario de la coronación canóniga de la virgen, organizada por la Cámara Oficial Sindical Agraria. Por otra parte, el 12 de octubre de 1955 también hubo una ofrenda con flores enviadas por México procedentes del Santuario de la Virgen de Guadalupe que se repitió en los años siguientes.
Estos eventos despertaron el interés del concejal zaragozano Manuel Rodeles, que viajó a Valencia para observar los detalles del desfile que se desarrollaba en esta ciudad en honor de la Virgen de los Desamparados y fue el principal impulsor de la que se considera como primera Ofrenda de Flores de Zaragoza, que tuvo lugar en 1958, bajo la alcaldía de Luis Gómez Laguna. En esta primera edición desfilaron dos carrozas y los oferentes llevaron claveles que habían sido adquiridos por el Ayuntamiento en Tortosa. Se calcula que en ese año participaron 2000 personas vestidas con sus trajes regionales.
El éxito que tuvo el evento en sus primeros años contribuyó a que en 1965 las fiestas del Pilar fueran declaradas Fiestas de Interés Turístico Nacional. Para 1980 el número de participantes ya era aproximadamente de 50 000.
Las flores se depositaban inicialmente junto a una réplica de la Virgen que se situaba en la fachada principal del templo pero en 1998 el cineasta Bigas Luna propuso al ayuntamiento colocar en distinto lugar de la plaza la imagen de la Virgen con el fin de hacer más suntuoso el acto del día 12.
Al llegar el siglo XXI se ha creado la ofrenda virtual, donde los ciudadanos pueden enviar sms para colocar flores a los pies de una «virgen» virtual.

## Descripción
Tiene lugar a partir de las 6:45 de la mañana, hora local (UTC+2), y suele terminar alrededor de las 22:30 horas. Las personas recorren algunas de las calles más importantes de la ciudad con ramos de flores, ataviados con los trajes típicos de Aragón y de otras regiones de España -y, en los últimos años, de diferentes partes del mundo- hasta llegar a la Plaza del Pilar, donde una imagen de la Virgen ha sido colocada en lo alto de una gran estructura de metal; en esta estructura se sujetan las flores, colocando las de colores en la parte baja y formando en la parte superior el manto de la Virgen con flores rojas o blancas según el año, alternándose ambos colores.